# Division I 2003-2004 (pallacanestro maschile)
La Division I 2003-2004 è stata la 72ª edizione del massimo campionato belga di pallacanestro maschile. La vittoria finale è stata appannaggio dello Spirou Charleroi.

## Risultati

### Stagione regolare
|     | Squadra            | G  | V  | P  | PF | PS | Pt. | Qualificazione |
| --- | ------------------ | -- | -- | -- | -- | -- | --- | -------------- |
| 1.  | Spirou Charleroi   | 36 | 32 | 4  |    |    | 68  | playoff        |
| 2.  | Verviers-Pepinster | 36 | 25 | 11 |    |    | 61  | playoff        |
| 3.  | Liegi              | 36 | 24 | 12 |    |    | 60  | playoff        |
| 4.  | Ostenda            | 36 | 24 | 12 |    |    | 60  | playoff        |
| 5.  | Mons-Hainaut       | 36 | 24 | 12 |    |    | 60  |                |
| 6.  | Bree               | 36 | 14 | 22 |    |    | 50  |                |
| 7.  | Racing Anversa     | 36 | 14 | 22 |    |    | 50  |                |
| 8.  | Bavi Vilvoorde     | 36 | 9  | 27 |    |    | 45  |                |
| 9.  | Groot Lovanio      | 36 | 7  | 29 |    |    | 43  |                |
| 10. | Wevelgem           | 36 | 7  | 29 |    |    | 43  | retrocesso     |

### Playoff
|  | Semifinali | Semifinali         | Semifinali |    |                  | Finale | Finale | Finale |  |
|  |            |                    |            |    |                  |        |        |        |  |
|  | 1.         | Spirou Charleroi   |            |    |                  |        |        |        |  |
|  | 1.         | Spirou Charleroi   |            |    |                  |        |        |        |  |
|  | 4.         | Ostenda            |            |    |                  |        |        |        |  |
|  | 4.         | Ostenda            |            | 1. | Spirou Charleroi |        |        |        |  |
|  |            |                    |            | 1. | Spirou Charleroi |        |        |        |  |
|  |            |                    |            |    |                  |        |        |        |  |
|  | 2.         | Verviers-Pepinster |            |    |                  |        |        |        |  |
|  | 2.         | Verviers-Pepinster |            |    |                  |        |        |        |  |
|  | 3.         | Liegi              |            |    |                  |        |        |        |  |

| Division I 2003-2004       |
| -------------------------- |
| Spirou Charleroi 6º titolo |

## Formazione vincitrice
| N° | Naz.                            | Ruolo | Sportivo        |  | Alt. |  |
| -- | ------------------------------- | ----- | --------------- |  | ---- |  |
|    | RD del Congo (bandiera)         | C     | D.J. Mbenga     |  | 213  |  |
|    | Serbia e Montenegro (bandiera)  | AG    | Petar Arsić     |  | 207  |  |
|    | Serbia e Montenegro (bandiera)  | G     | Predrag Savović |  | 198  |  |
|    | Stati Uniti (bandiera)          | GA    | Marcus Faison   |  | 196  |  |
|    | Bosnia ed Erzegovina (bandiera) | AG    | Damir Krupalija |  | 206  |  |
|    | Stati Uniti (bandiera)          | G     | Scooter Barry   |  | 190  |  |
|    | Belgio (bandiera)               | P     | Jacques Stas    |  | 192  |  |
|    | Belgio (bandiera)               | AG    | Ron Ellis       |  | 201  |  |
|    | Stati Uniti (bandiera)          | C     | Andre Riddick   |  | 206  |  |
|    | Belgio (bandiera)               | P     | Roel Moors      |  | 186  |  |
|    | Belgio (bandiera)               | AG    | Sacha Massot    |  | 205  |  |
|    | Montenegro (bandiera)           | All.  | Savo Vučević    |  |      |  |

## Premi e riconoscimenti
- MVP regular season:  Andre Riddick, Spirou Charleroi